# Велико Попов
Велико Попов е български учител и революционер.

## Биография
Роден е на 25 декември 1850 г. в Русе. През 1867 г. постъпва във Втора българска легия на Георги Раковски в Белград. Подпомага набавянето с оръжие и преминаването на река Дунав на четата на Хаджи Димитър и Стефан Караджа. Учителства в Галац и Браила. Сред основателите е на Българския революционен централен комитет. През 1872 г. е затворен във Фокшанския затвор за конспиративна революционна дейност, но успява да избяга. През 1874/1875 г. е студент по медицина в Букурещкия университет. Участва в Руско-турската война от 1877 – 1878 г. като доброволец в Шеста дружина на Българското опълчение. Активно се включва и в Съединението на Източна Румелия с Княжество България. В периода 1892 – 1894 г. е народен представител от Народнолибералната партия в VII обикновено народно събрание. От 1905 г. живее и работи като учител в Стара Загора, където умира на 28 декември 1926 г.